# Председатель Парламента Страны Басков
Председатель Парламента Страны Басков (баск. Eusko Legebiltzarreko mahaiburu или lehendakaria) — одна из высших государственных должностей в Стране Басков. Статья 27.1 Устава Баскского автономного сообщества регулирует избрание Председателя Парламента Страны Басков.

## Полномочия
Статья 27.1 Устава Баскского автономного сообщества 1979 г. свидетельствует, что Законодательное собрание Басков изберет свою коллегию, включая главу: Конференция из числа своих членов изберет президента и председателя, а постоянная депутация будет действовать на пленарном заседании и в комитетах. Единственное требование — быть членом парламента.
Статья 30 Регламента Баскского парламента определяет систему отбора.
1. Сначала будет избран президент. Среди предложенных кандидатов каждый парламентарий впишет в билет только одно имя, а президентом будет избран того, кто наберет полное большинство членов парламента.
2. Если ни один кандидат не наберет необходимого большинства, будет проведено еще одно голосование за двух кандидатов, набравших наибольшее количество голосов.
Если из-за равенства голосов есть три или более кандидатов, набравших два наибольших числа голосов, все они пройдут на второй тур голосования, если они специально не заявят, что не будут представлены. Кандидат, набравший наибольшее количество голосов, будет избран президентом во втором туре голосования.
3. В случае равенства голосов во втором голосовании среди кандидатов с равным количеством голосов будет проведено третье голосование, и будет избран тот, кто наберет наибольшее количество голосов.

## Председатели Парламента
| №    | Председатель            | Время на посту | Партия | Президент             |
| ---- | ----------------------- | -------------- | ------ | --------------------- |
| І.   | Пухана, Хуан Хосе       | 1980-1984      | БНП    | Гарайкоэчеа, Карлос   |
| І.   | Пухана, Хуан Хосе       | 1984-1987      | БНП    | Арданса, Хосе Антонио |
| ІІ.  | Эгигурен, Хесус         | 1987-1990      | СП     | Арданса, Хосе Антонио |
| ІІІ. | Лейсаола, Хосеба Андони | 1990-1994      | БНП    | Арданса, Хосе Антонио |
| ІІІ. | Лейсаола, Хосеба Андони | 1994-1998      | БНП    | Арданса, Хосе Антонио |
| IV.  | Атуча, Хуан Мария       | 1998-2001      | БНП    | Арданса, Хосе Антонио |
| IV.  | Атуча, Хуан Мария       | 2001-2005      | БНП    | Ибаррече, Хуан Хосе   |
| V.   | Бильбао, Исаскун        | 2005-2009      | БНП    | Ибаррече, Хуан Хосе   |
| VI.  | Кирога, Аранца          | 2009-2012      | НП     | Ибаррече, Хуан Хосе   |
| VI.  | Кирога, Аранца          | 2009-2012      | НП     | Лопес, Пачи           |
| VII  | Техерия, Бакарчо        | 2012-2016      | БНП    | Лопес, Пачи           |
| VII  | Техерия, Бакарчо        | 2016-2020      | БНП    | Уркулью, Иньиго       |
| VII  | Техерия, Бакарчо        | 2020-н.в       | БНП    | Уркулью, Иньиго       |